# Afrogarypus carmenae
Espèce
Afrogarypus carmenae est une espèce de pseudoscorpions de la famille des Geogarypidae.

## Distribution
Cette espèce est endémique du Cap-Occidental en Afrique du Sud.

## Description
La femelle holotype mesure 2,14 mm et le mâle paratype 2,14 mm.

## Étymologie
Cette espèce est nommée en l'honneur de Carmen Luwes Neethling .

## Publication originale
- Neethling & Haddad, 2017 : A systematic revision of the South African pseudoscorpions of the family Geogarypidae (Arachnida: Pseudoscorpiones). Navorsinge van die Nasionale Museum (Bloemfontein), vol. 32, no 1, p. 1-80.